# Egy tenyér ha csattan
Tudod, hogyan szól két tenyér, ha csattan. Vajon miként szól egy tenyér, ha csattan?
Az Egy tenyér ha csattan (angolul: One Hand Clapping) Anthony Burgess regénye. Az angol eredetit Joseph Kell álnévvel jelentette meg Burgess 1961-ben. Első magyar nyelvű kiadása Prekop Gabriella fordításában jelent meg az Európa Könyvkiadó „Modern könyvtár” sorozatában 1979-ben.

## Történet
|  | Alább a cselekmény részletei következnek! |

### Cselekmény
Janet és Howard Shirley egy átlagos brit munkásházaspár teljesen átlagos életét élik. Janet, a feleség, eladó egy boltban, Howard, a férj, pedig egy használtautó-kereskedésben dolgozik.
Howard Shirley-nek azonban van egy különleges adottsága: „fényképező agya” van, azaz bármit elolvas azt azonnal megjegyzi. Ezt az adottságát használja arra, hogy megnyerjen egy tévés vetélkedőt, majd az így nyert nyereményt megsokszorozza.
Janet és Howard az így szerzett pénzt luxusszállodákra, ruhákra, amerikai körutazásra és jótékonykodásra költik. Nem spórolnak, nem fektetik be az összeget, nem tesznek belőle félre. Janet ebben teljesen Howard döntéseire bízza magát, Howard azonban egyre furcsábban viselkedik.
Nem sokkal azután, hogy visszatértek amerikai körútjukról Angliába, Howard megpróbálja rávenni Janetet, hogy kövessenek el közösen öngyilkosságot. Janet azonban ellenáll, menekülni próbál, majd hátulról leüti Howardot a szénkalapáccsal, amibe a férj belehal.
Janet azonban nem esik pánikba, korábbi alkalmi szeretőjét keresi fel, és veszi rá arra, hogy segítsen neki eltüntetni a férj holttestét. Howardot egy bőröndben csempészik ki az országból, és a volt szeretővel együtt Franciaországba költöznek, ahol új életet kezdenek Howard megmaradt pénzéből.

### Szereplők
Janet Shirley – a történet mesélője, narrátora, akinek a visszaemlékezéseként az olvasó megismerheti a regényt.
Howard Shirley – Janet 27 éves férje, aki a történet kezdetén egy használtautó-kereskedésben dolgozik. Átlagos brit polgár, aki teljesen átlagos életet él, azonban van egy különleges adottsága.
|  | Itt a vége a cselekmény részletezésének! |

## Megjelenések

### angol nyelven
- One Hand Clapping, 1961

### magyarul
- Egy tenyér ha csattan. Regény; ford., utószó Prekop Gabriella, Európa, Bp., 1979 (Modern könyvtár), ISBN 963-07-1913-4
- Egy tenyér ha csattan, Európa Könyvkiadó, Európa zsebkönyvek, Budapest, 1983, ford. Prekop Gabriella, ISBN 963-07-3025-1
- Egy tenyér ha csattan, Európa Könyvkiadó, Budapest, 2008, ford. Prekop Gabriella, ISBN 9789630784443

## Külső hivatkozások
- Legeza Ilona könyvismertetője
- Egy tenyér ha csattan az ekultura.hu-n
- Egy tenyér ha csattan az e-konyv.blog.hu-n